# Elettorato del Palatinato
Il Principato elettorale del Palatinato (in tedesco Kurfürstentum Pfalz /ˈkʊɐ̯fʏɐ̯stəntʊm pfalt͡s/ o Kurpfalz /ˈkʊɐ̯pfalt͡s/), detto anche Elettorato Palatino o Palatinato Elettorale, fu uno stato del Sacro Romano Impero del tardo medioevo dell'età moderna. I regnanti locali ab immemorabili, come denotato già in una lettera papale del 1261, avevano il ruolo di principi elettori, privilegio sancito dalla Bolla d'Oro del 1356.
I conti palatini del Reno avevano inoltre l'incarico ereditario di vicari imperiali per i territori della Franconia, della Svevia e della Renania, ed erano tra i più importanti prìncipi secolari del Sacro Romano Impero. Nel 1541 l'elettore Ottone Enrico decise di convertirsi al protestantesimo e da allora il suo territorio entrò in crisi nei rapporti con gran parte degli altri stati cattolici della Germania centro-meridionale. Un declino notevole lo si ebbe durante il governo dell'elettore palatino Federico V, la cui incoronazione a re di Boemia nel 1619 diede inizio alla Guerra dei trent'anni, che investì in breve tempo l'intero continente europeo. Dopo la pace di Vestfalia del 1648, le terre del Palatinato vennero ulteriormente afflitte dalla guerra delle riunioni lanciata da re Luigi XIV di Francia, che culminò poi nella guerra dei nove anni (1688-97). Retto in unione personale con l'elettorato di Baviera dal 1777, l'Elettorato Palatino venne infine mediatizzato nel 1803.

## Geografia
Il territorio dell'Elettorato del Palatinato era posto nella regione centrale del Reno, tra la Mosella ed il fiume Kraichgau, ma lo stato si componeva a livello di geografia politica di due aree tra loro distinte, separate da altri territori appartenenti ad altri stati del Sacro Romano Impero con una miriade di enclavi ed exclavi:
- il Palatinato Inferiore o Renano (in tedesco Unter-Pfalz o Rheinpfalz), oggi in gran parte compreso nel land della Renania-Palatinato dove costituiva il grosso dell'ex Distretto governativo dell'Assia Renana-Palatinato, con in più una zona al di là del Reno, oggi nel land di Baden-Württemberg, con due grandi città come Heidelberg e Mannheim, che furono capitali storiche del Palatinato;
- il Palatinato Superiore o Bavarese (in tedesco Ober-Pfalz o Bayerischepfalz), distante dal primo alcune centinaia di chilometri, verso est, circondato da Baviera, Franconia e Boemia, esso fa parte del Land della Baviera, del quale costituisce una sottoregione: il Distretto governativo dell'Alto Palatinato; l'Alto Palatinato aveva come capoluogo Amberg, ma la città principale della regione è Ratisbona, Regensburg).

Aree precedentemente parte dell'Elettorato del Palatinato fanno oggi parte degli stati tedeschi del Baden-Württemberg, Renania-Palatinato, Assia, Baviera (Alto Palatinato, Palatinato-Neuburg), Saarland e Francia (nelle regioni di Alsazia e Lorena).

## I conti palatini
In età merovingia e carolingia il titolo di conte palatino era utilizzato per indicare, tra i vari funzionari pubblici, i più stretti collaboratori del sovrano. La loro presenza all'interno della corte franca è menzionata già nel 535, al tempo di re Childeberto I. Con il radicamento delle grandi famiglie aristocratiche nei territori dove detenevano cariche pubbliche, che finirono per essere dinastizzate, i conti palatini funsero sempre più da rappresentanti permanenti del potere regio a livello locale. I conti palatini erano presenti in tutti i regna dell'Impero carolingio, ma acquisirono sempre più importanza nel regno dei Franchi Orientali, dove in ciascuno dei ducati originari risiedeva un conte palatino che fungeva da contrappeso al potere del duca.

## Antefatto storico

### Le contee palatine di Lotaringia e del Reno
Il primo conte palatino di Lotaringia fu Vigerico di Bidgau, che mantenne la carica dal 915 al 922, mentre il secondo fu Goffredo di Jülich, che resse la contea palatina dal 923 al 949. Nel 945 la carica passò a Ermanno I, che apparteneva alla dinastia degli Azzoni, la quale resse la contea di palatina di Lotaringia, in continuo conflitto con i vicini arcivescovi di Colonia, fino al 1085, quando morì il conte Ermanno II di Lotaringia.
Le proprietà terriere degli Azzoni si trovavano prevalentemente nell'area sudovest della Franconia, includendo parti dell'Alta Renania, attorno a Colonia ed a Bonn, oltre che attorno ai fiumi Mosella e Nahe.

Nel 1085, dopo l'estinzione degli Azzoni, l'imperatore Enrico IV nominò conte palatino di Lotaringia Enrico II di Laach, al quale assegnò anche la contea palatina del Reno, situata nel Ducato di Franconia. Le due contee palatine rimasero unite sotto le varie dinastie nobili, nominate dagli imperatori, che si avvicendarono al governo. Tra queste spiccano gli Ascanidi, la casa di Salm (in particolare il conte Ottone I di Salm nel 1040) ed i Babenberg (Enrico Jasomirgott nel 1140/41).

Il Trattato di Pavia (1329) definì i possedimenti dei conti palatini del Reno.

Nel 1156 l'imperatore Federico Barbarossa, membro della casata degli Hohenstaufen, nominò conte palatino del Reno il suo fratellastro minore Corrado. Ai territori previsti dal suo ruolo, vennero uniti altri possedimenti della famiglia Hohenstaufen situati nella stessa area (Donnersberg, Nahegau, Hardt, Bergstraße e Kraichgau). Gran parte di queste terre gli pervenivano dai loro antenati, gli imperatori salici, ed in parte dagli antenati materni di Corrado, i conti di Saarbrücken. Questo excursus può quindi spiegare facilmente la composizione territoriale del Palatinato e la sua frammentazione. Attorno al 1182, Corrado spostò la sua residenza dal castello di Stahleck presso Bacharach dove risiedeva ad Heidelberg.
Alla morte di Corrado nel 1195, il Palatinato passò alla casata dei Guelfi attraverso il matrimonio segreto di sua figlia Agnese con Enrico di Brunswick. Quando il figlio di Enrico, Enrico il Giovane morì senza eredi nel 1214, l'imperatore Federico II del Sacro Romano Impero infeudò la casata ai Wittelsbach nella persona del duca Luigi I di Baviera. La casata bavarese dei Wittelsbach mantenne i territori del Palatinato sino al 1918.
Durante l'ultima divisione del territorio tra gli eredi del duca Luigi II di Baviera, nel 1294, la linea primogenita dei Wittelsbach ottenne sia il Palatinato del Reno che i territori della contea palatina di Baviera e l'area della città di Amberg. Tale regione in quanto connessa alla contea palatina del Reno, prese il nome di "Alto Palatinato" a partire dal XVI secolo, in contrasto col "Basso Palatinato" che si trovava presso il corso del fiume Reno.
Col Trattato di Pavia del 1329, l'imperatore Ludovico IV del Sacro Romano Impero, figlio di Luigi II, restituì il Palatinato ai suoi nipoti, Rodolfo e Roberto. Essendo una delle grandi famiglie di Germania, la casata di Wittelsbach rivendicava il proprio diritto a partecipare all'elezione del sovrano e il trattato di Pavia regolamentò anche questa consuetudine, stabilendo un'alternanza tra i due rami della famiglia per la partecipazione al collegio elettorale.

## Storia

### L'elettorato

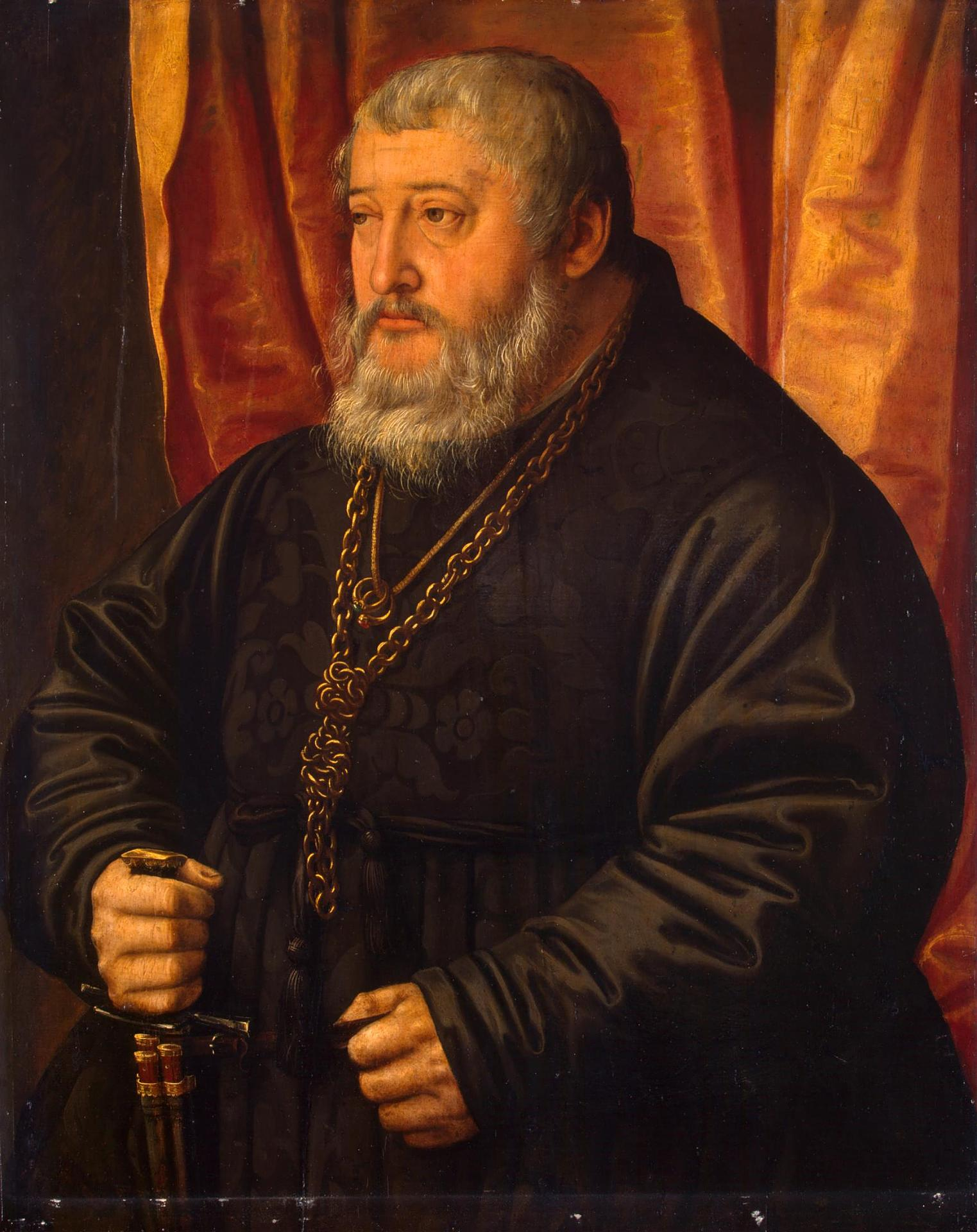
L'elettore Ottone Enrico del Palatinato convertì lo stato alla fede luterana nel 1556

La Bolla d'oro del 1356 assegnò la dignità di Principe elettore al conte palatino del Reno, decretando la fine dei diritti elettorali del ramo bavarese.

Stemma del Palatinato-Simmern

Tra i secoli XV e XVI i Wittelsbach del Palatinato Renano si suddivisero in molti sotto rami: Palatinato-Mosbach, Palatinato-Neumarkt, Palatinato-Simmern, Palatinato-Zweibrücken, Palatinato-Birkenfeld e Palatinato-Sulzbach. Uno di questi cadetti palatini entrò in guerra per spartirsi il ducato di Baviera-Landshut (Guerra di successione di Landshut), con il concorso del Principe Elettore Palatino e dal risultato della guerra si formò il ramo del Palatinato-Neuburg.
Con la Riforma Protestante il ramo Palatino ed Elettorale dei Wittelsbach era diventato luterano, mentre quello ducale bavarese era rimasto cattolico; il palatino Ottone Enrico (elettore dal 1556 al 1559) si convertì per primo al protestantesimo e fu l'ultimo dei grandi sovrani dei territori secolari dell'impero a farlo. L'Università di Heidelberg, ridisegnata da Ottone Enrico nello spirito della riforma protestante, venne da lui dotata dei libri provenienti dalle biblioteche dei monasteri cattolici soppressi. Lo stesso Ottone Enrico era un luterano profondamente religioso, per quanto non avesse avuto una particolare istruzione a livello teologico, perseguendo comunque attivamente gli interessi dei protestanti presso il governo dell'impero. L'Elettorato Palatino divenne poi calvinista, quando il ramo primogenito si estinse e nel 1559 gli successe nelle terre e nella dignità elettorale il ramo del Palatinato-Simmern, che fece del Palatinato e della sua capitale Heidelberg, con la sua celebre università, uno dei maggiori centri del calvinismo tedesco ed europeo.
Tra il 1609 e il 1614 scoppiò la guerra di successione nei ducati di Jülich-Kleve-Berg, che alla fine furono spartiti tra il Palatinato-Neuburg e il Margraviato di Brandeburgo.

### La Guerra dei Trent'anni

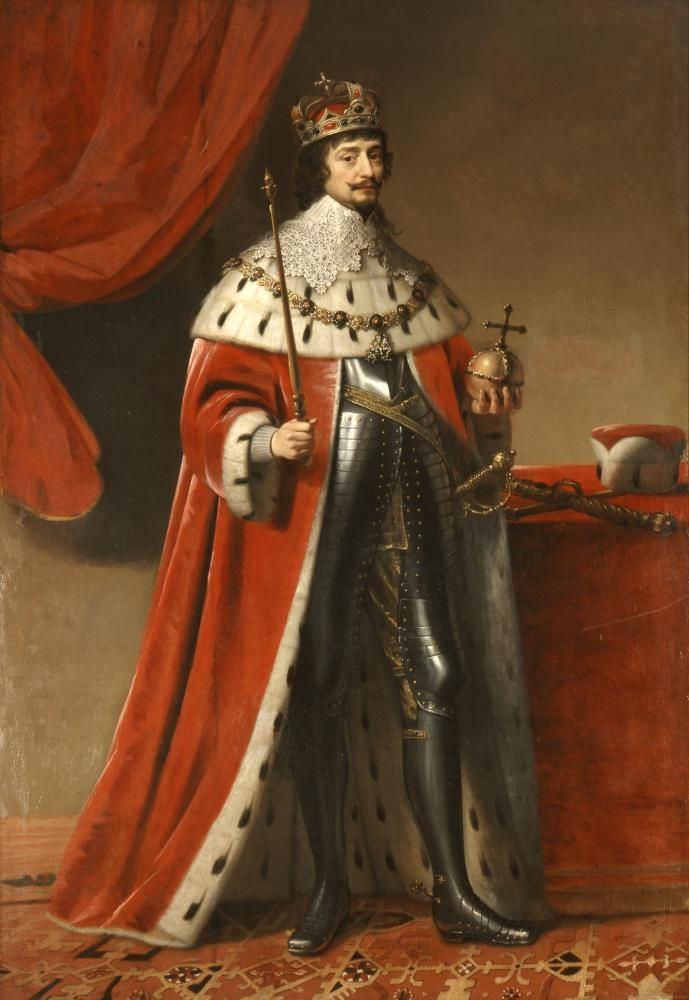
Federico V del Palatinato (1596-1632), nelle vesti di re di Boemia

Nel 1619, il protestante Federico V del Palatinato accettò la corona del regno di Boemia dagli stati generali di quel paese. Questo fatto diede inizio alla guerra dei trent'anni (1618-1648), uno dei conflitti più distruttivi della storia del genere umano che causò otto milioni di morti sia a causa delle vicende belliche che a causa delle pestilenze e delle carestie che si svilupparono nella maggior parte degli stati tedeschi del Sacro Romano Impero.

Bandiera del 1604

Durante la Guerra dei Trent'anni (1618-1648) il Palatinato decise pertanto di schierarsi con l'Unione Evangelica, sia per supportare i diritti di Federico V alla corona boema, sia per contrastare i cattolici in Germania. Federico V divenne il condottiero di punta dei protestanti europei nel corso della prima fase del conflitto, ma dopo la battaglia della Montagna Bianca (1620), e la disfatta dell'esercito di Federico, entrambi i territori del Palatinato furono invasi dalle truppe della Lega cattolica capitanata da Massimiliano di Wittelsbach, Duca di Baviera.
Con la Pace di Vestfalia del 1648 si ridisegnarono i confini dei principati tedeschi e l'Alto Palatinato passò definitivamente sotto il Ducato di Baviera, che con esso guadagnò anche la dignità elettorale, mentre al figlio di Federico V, Carlo I Luigi venne restituito il solo Palatinato Renano, con una seconda dignità elettorale (in questo modo sia i Wittelsbach palatini, che quelli bavaresi, divennero Principe Elettori, che perciò da sette divennero otto).

### Dal XVIII secolo alla fine del Sacro Romano Impero
Nel 1670 la sorella di Carlo II, Elisabetta Carlotta del Palatinato, sposò il duca Filippo d'Orléans, fratello minore di Luigi XIV di Francia; sulla base di questo pretesto, il sovrano francese reclamò metà del Palatinato per la Francia. L'erede diretto al trono del Palatinato era però il principe Filippo Guglielmo, conte palatino di Neuburg, duca di Jülich e Berg. La sua primogenita, Eleonora aveva sposato l'imperatore Leopoldo I del Sacro Romano Impero, mentre la secondogenita, Maria Anna, era andata in sposa a Carlo II di Spagna nel 1690.
Quando la Francia invase il Palatinato nel settembre del 1688 per forzare la mano alle proprie pretese, queste interconnessioni tra famiglie portarono rapidamente allo scoppio, tra il 1689 ed il 1697, della guerra dei nove anni. La Francia venne costretta a ritirarsi dal conflitto, ma non prima di aver distrutto la città di Heidelberg ed altre 20 città di peso nella regione. Questa distruzione colpì in particolare la Renania ed il Palatinato, e si ripropose ancora una volta nel 1693. La Francia rinunciò infine alle proprie pretese col trattato di Ryswick nel 1697. 

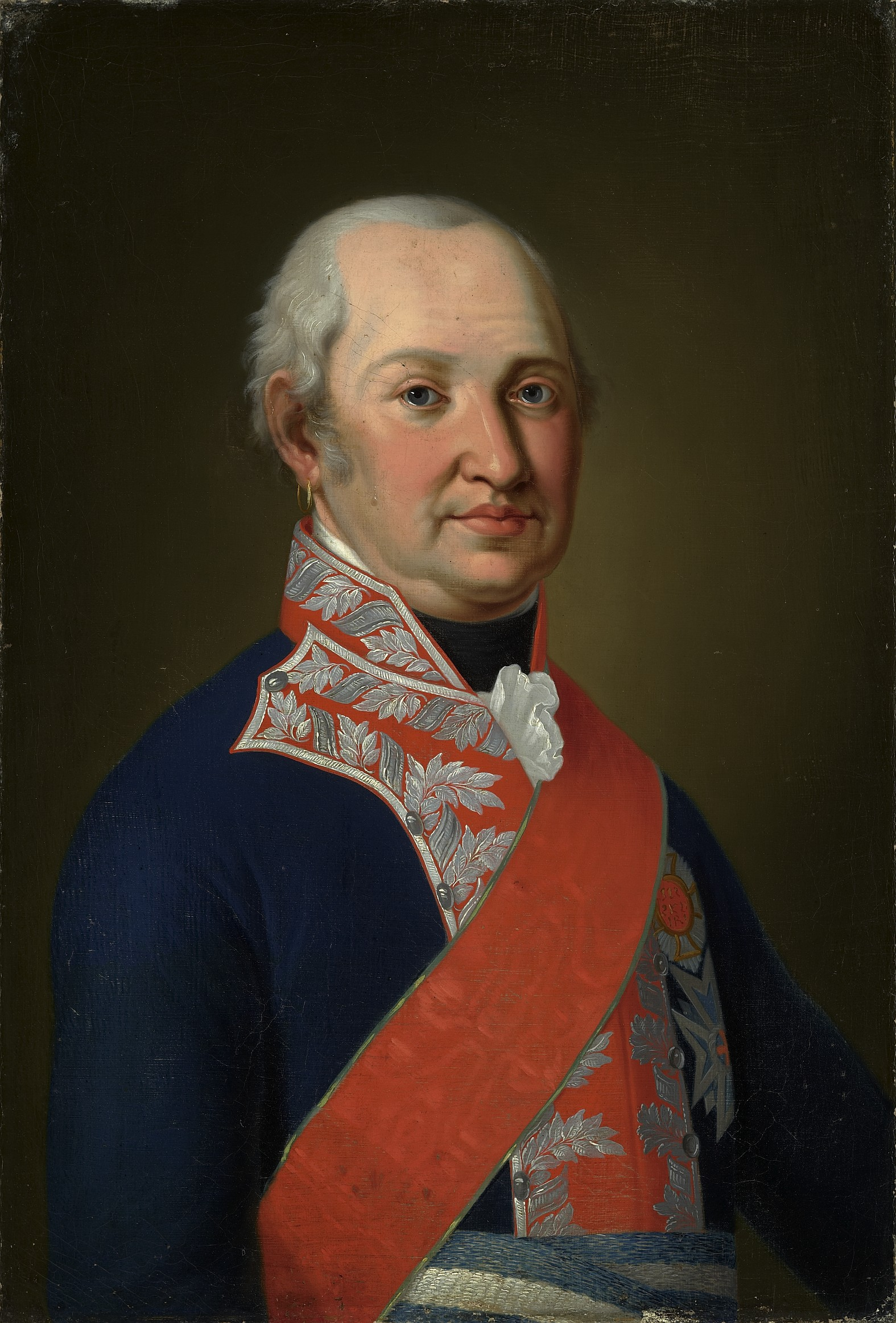
Massimiliano Giuseppe, ultimo elettore e primo re di Baviera in un ritratto del 1810 circa

Nel 1685 la linea Simmern si estinse e la dignità elettorale ed il grosso del Palatinato passarono in eredità alla linea del Palatinato-Neuburg. Giovanni Guglielmo succedette al trono del Palatinato nel 1690, trasferendo la propria residenza dapprima a Düsseldorf, poi nuovamente ad Heidelberg ed infine a Mannheim nel 1720. Come suo padre, egli era un cattolico, il che sulla base delle condizioni della Pace di Augusta del 1555 avrebbe significato che il Palatinato, a maggioranza protestante, avrebbe dovuto convertirsi al cattolicesimo. La Divisione della Chiesa Palatina del 1705 raggiunse quindi un compromesso concedendo i 5/7 delle proprietà ecclesiastiche pubbliche ai riformati ed ai calvinisti, mentre i 2/7 sarebbero andati ai cattolici, escludendo comunque categoricamente i luterani, che ad ogni modo raggiungevano anche il 40% della popolazione in alcune aree.
A sua volta, anche la linea del Palatinato-Neuburg si estinse nel 1742 e la sua eredità passò al Palatinato-Sulzbach e poiché nel 1777 anche il ramo bavarese della famiglia si estinse, anche le sue terre furono ereditate dai Sulzbach, riunendo per la prima volta dal XIV secolo la Baviera e il Palatinato sotto un solo Wittelsbach, il principe Carlo Teodoro. Nel 1799 entrambi furono poi ereditati da un ramo del Casato di Palatinato-Zweibrücken.
Nel 1801 la maggior parte del Palatinato Renano (quello a sinistra del fiume Reno) fu occupato dalle truppe di Napoleone ed in seguito il resto fu spartito tra Baviera, Baden e il Granducato di Assia-Darmstadt. Nel 1806 quel che restava del Palatinato in mano bavarese, si ingrandì grazie anche agli incrementi pervenuti dalla secolarizzazione del Vescovato di Spira. Al Congresso di Vienna nel 1814 e nel 1815 il Palatinato Renano posto a sinistra del Reno ritornò ai Wittelsbach bavaresi entrando formalmente a far parte del Regno di Baviera nel 1816, col semplice nome di Palatinato. L'area rimase alla Baviera sin dopo la Seconda Guerra Mondiale, quando divenne parte della regione della Renania-Palatinato ancora oggi esistente.

## Elettorato nel XVIII secolo

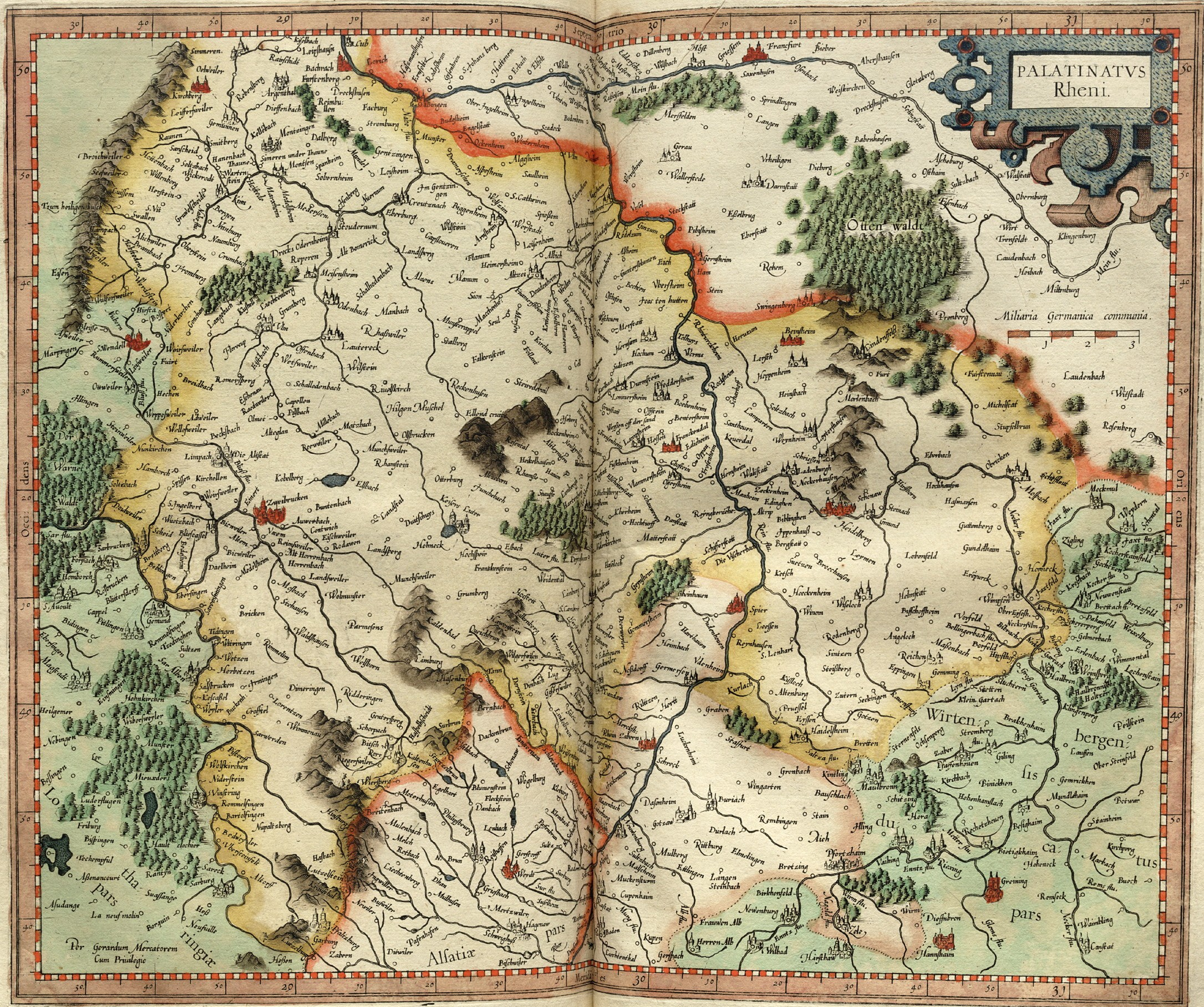
Carta della Renania-Palatinato alla fine del XVI secolo

- Palatinato del Reno: Mannheim (capitale), Heidelberg, Frankenthal, Kirchberg, Craigau, Boksberg, Lutberg, Neustadt, Germrsheim, Lautern, Oppenheim, contea di Sponheim e Kretiznach, principato di Simmern, città di Alzey, ducato di Veldenz, ducato di Kleeburgt, contea di Sinsheim, contea di Mosbach, principato di Luntzenlstein (Alsazia, Petit Pierre), contea di Reichshofen (Alsazia);
- Palatinato superiore o bavarese: ducato di Sulzbach e di Rosenberg, ducato di Neuburg, abbazia imperiale di Waldsassen, Gundelfingen, Landsberg;
- ducato di Jülich: Jülich, contea di Sleiden, signoria di Ravenstein (14 villaggi);
- ducato di Berg: Düsseldorf, contea di Brouck, signoria di Winnenthal, signoria di Breskesand.

| Divisioni amministrative dell'Elettorato del Palatinato nel 1789 | | |
| Stadtämter 1 Frankenthal 2 Mannheim 3 Heidelberg                 | Oberämter sponda sinistra del Reno 4 Alzey 5 Bacharach 6 Germersheim 7 Kreuznach 8 Neustadt 9 Lautern 10 Lauterecken 11 Oppenheim 12 Simmern 13 Stromberg 14 Veldenz | Oberämter sponda destra del Reno 15 Boxberg 16 Bretten 17 Heidelberg 18 Ladenburg 19 Lindenfels 20 Mosbach 21 Otzberg 22 Umstadt (condominio con l'Assia-Darmstadt) |